# Ziuzia (miejscowość)
Ziuzia (ros. Зюзя) – wieś (sieło) w Rosji, w obwodzie nowosybirskim, w rejonie barabińskim. W 2010 liczyła 728 mieszkańców.